# Kreismühle
Kreismühle ist ein Gemeindeteil der Gemeinde Deining im Landkreis Neumarkt in der Oberpfalz.

## Lage
Die Mühle liegt im Oberpfälzer Jura im Tal der Weißen Laber südlich des Gemeindesitzes und südlich von Waltersberg mit der Bäckermühle.

## Geschichte
In der Flur „Im Loh“, circa 450 m von der Mühle entfernt, befinden sich mindestens sieben vorgeschichtliche Grabhügel.
Die Mühle ist wahrscheinlich nach der Müllerfamilie Greis benannt. Thomas Greis, der im Dreißigjährigen Krieg die Mühle besaß, ging wegen des Kriegsgeschehens nach Großhöbing und kehrte erst später wieder auf die Mühle zurück.
Gegen Ende des Alten Reiches, um 1800, unterstand die Mühle hochgerichtlich dem kurfürstlich-bayerischen Schultheißenamt Neumarkt in der Oberpfalz, niedergerichtlich dem kurfürstlich-bayerischen Pflegamt Holnstein; das Dreiviertel-Gut hatte zu dieser Zeit der Müller Pirsch inne.

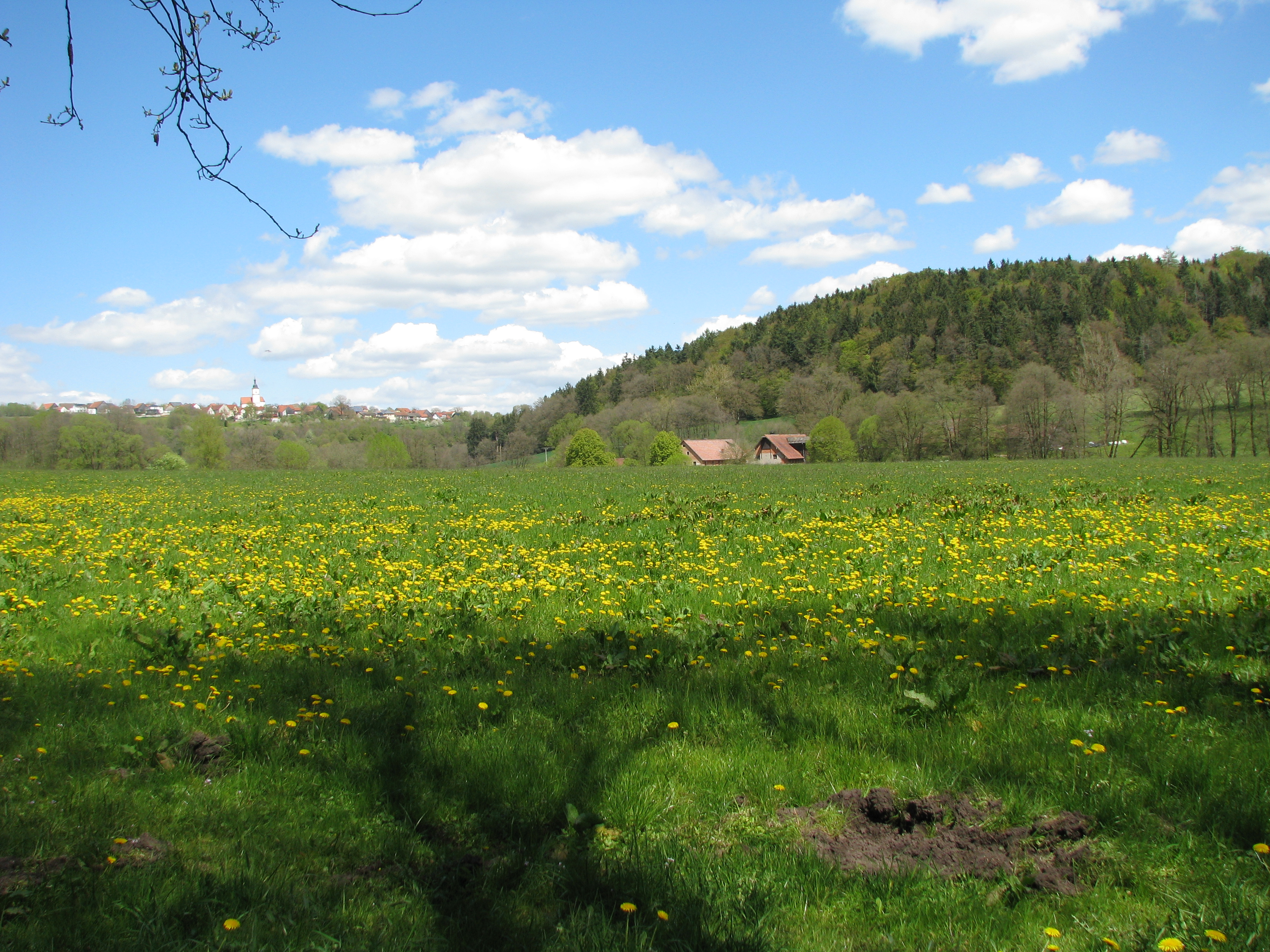
Die Dächer der Kreismühle gegen Waltersberg hin

Im Königreich Bayern wurde das Steuerdistrikt Waltersberg im Landgericht Neumarkt in der Oberpfalz gebildet, dem auch die Kreismühle zugeordnet war. Mit dem Gemeindeedikt von 1818 wurde die Ruralgemeinde Waltersberg geformt, bestehend aus dem Pfarrdorf Waltersberg, der Bäckermühle, der Kreismühle, der Labermühle, der Sippelmühle und dem Weiler Sternberg; um 1870 kam noch das Bahnwärterhaus Nr. 44 hinzu. Sämtliche Orte unterstanden 1820 bis 1848 der Patrimonialgerichtsbarkeit der Herrschaft Holnstein. Die Gemeinde Waltersberg kam am 9. Oktober 1827 vom Landgericht Neumarkt zum Landgericht und Rentamt Beilngries.
1836 heißt es im Repertorium des Atlasblattes Neumarkt, dass die „Greismühle, auch Kreismühle“ zwei Mahlgänge hat. Wie üblich, betrieb der Müller auch Landwirtschaft; so gehörten 1875 zur Mühle zwei Pferde und 15 Stück Rindvieh.
Bei der Aufhebung des Landkreises Beilngries im Zuge der Gebietsreform in Bayern wurde die Gemeinde Waltersberg aufgelöst, und die Kreismühle wurde am 1. Mai 1978 nach Deining im Landkreis Neumarkt in der Oberpfalz eingemeindet.
„Die Kreismühle ist eine der wenigen Mühlen Bayerns, die über zwei mittelschlächtige, hölzerne Mühlräder verfügt, die jederzeit in Betrieb genommen werden könnten, denn die Mühltechnik ist noch komplett erhalten“ (Stand: 2004). Ansonsten dient die ehemalige Mühle als Holzsägewerk.

### Einwohnerentwicklung
- 1830: 05 (1 Anwesen)[5]
- 1846: 04 (1 Haus, 1 Familie)[8]
- 1871: 11 (3 Gebäude)[7]
- 1900: 06 (1 Wohngebäude)[9]
- 1938: 10[10]
- 1950: 17 (2 Wohngebäude)[5]
- 1987: 03 (1 Wohngebäude, 1 Wohnung)[11]

## Verkehrsanbindung
Die Kreismühle liegt östlich an der Kreisstraße NM 13. Im Süden ist die nächste Ansiedelung die zur Gemeinde Berching gehörende Biermühle, im Norden die Bäckermühle unterhalb von Waltersberg.